# Exocentrus klapperichi
Exocentrus klapperichi är en skalbaggsart som beskrevs av Stefan von Breuning 1957. Exocentrus klapperichi ingår i släktet Exocentrus och familjen långhorningar.
Artens utbredningsområde är Afghanistan. Inga underarter finns listade i Catalogue of Life.